# Graphiphora nigra
Graphiphora nigra là một loài bướm đêm trong họ Noctuidae.